# Helena (1987)
Helena é uma telenovela brasileira produzida e exibida pela Rede Manchete entre 4 de maio e 7 de novembro de 1987, em 161 capítulos, substituindo Tudo ou Nada e encerrando o horário de novelas das 19h30. Baseada no romance Helena, de Machado de Assis, foi escrita por Mário Prata, com colaboração de Dagomir Marquezi e Reinaldo Moraes, sob direção de Denise Saraceni e Luiz Fernando Carvalho e direção geral de José Wilker. Foi a terceira adaptação da obra em telenovelas, após a versão de 1952 da TV Paulista e a versão de 1975 da Rede Globo.
Conta com Luciana Braga, Thales Pan Chacon, Aracy Balabanian, Othon Bastos, Elias Andreato, Eliane Giardini, Gianfrancesco Guarnieri e Zezé Motta nos papéis principais.

## Enredo
Em 1859, quando o Conselheiro Vale morre, sua diabólica irmã Úrsula acredita que será herdeira de metade de sua fortuna junto com o sobrinho Estácio, porém o testamento revela uma filha bastarda: Helena. A megera passa a infernizar a vida da moça na intenção que ela desista da herança com ajuda do capataz Firmino e de Dr. Camargo, pai da submissa Eugênia, que está noiva de Estácio mesmo sem ama-lo. Helena e Estácio acabam apaixonados, porém ele se consome pela culpa sem saber que a moça não é realmente sua irmã, mas sim filha de um antigo amor de Vale que ele prometeu cuidar. Enquanto isso Helena também se envolve com o charmoso Luiz Mendonça, irmão da misteriosa Joana, que logo se interessa por Estácio.
Úrsula só tem uma fraqueza: Scott, detetive particular que trabalha com o assistente Watson e que no passado trocou ela por Malvina, o grande ódio da megera. Tomásia, mãe de Eugênia, e Dorzinha são eternamente atormentadas pelo medo que alguém descubra que na juventude elas roubaram toda a fortuna de um velho viúvo. Dorzinha e Amílcar são pais de três filhos problemáticos: o mulherengo, a fervorosa beata Felicidade e a louca Madalena. Ainda há Mattos, que nem imagina que a fogosa esposa Isabel tenha vários casos, e Chica, que implica com as esposas dos filhos Vicente e Prudêncio.

## Elenco
| Ator                    | Personagem                   |
| ----------------------- | ---------------------------- |
| Luciana Braga           | Helena Torres                |
| Thales Pan Chacon       | Estácio Amaral do Vale       |
| Aracy Balabanian        | Úrsula Amaral do Vale        |
| Othon Bastos            | Dr. Camargo                  |
| Elias Andreato          | Luiz Mendonça                |
| Eliane Giardini         | Joana Mendonça               |
| Gianfrancesco Guarnieri | Walter Scott                 |
| Zezé Motta              | Malvina Scott                |
| Roberto Bomfim          | Firmino                      |
| Mayara Magri            | Eugênia Camargo              |
| Isabel Ribeiro          | Tomásia Camargo              |
| Yara Amaral             | Dorzinha Botelho de Castro   |
| Sérgio Mamberti         | Amílcar Botelho de Castro    |
| Walter Forster          | Dr. Mattos                   |
| Juliana Carneiro        | Isabel Mattos                |
| Gésio Amadeu            | Watson                       |
| Léa Garcia              | Chica dos Santos             |
| Cosme dos Santos        | Vicente dos Santos           |
| Iléa Ferraz             | Ilea dos Santos              |
| Paulo Villaça           | Salvador Torres              |
| Cláudio Mamberti        | Dr. Tales Botelho            |
| Thelma Reston           | Floriscena Botelho           |
| Cláudia Borioni         | Magdala de Castro            |
| Buza Ferraz             | Tertuliano Botelho de Castro |
| Mônica Torres           | Madalena Botelho de Castro   |
| Chris Couto             | Felicidade Botelho de Castro |
| Ivan de Albuquerque     | Padre Melchior               |
| Luiz Maçãs              | Beraldo                      |
| Carmem Monegal          | Carmem                       |
| Chiquinho Brandão       | Bento Brandão                |
| Chiquinho Brandão       | Bernardo Brandão             |
| Chiquinho Brandão       | Benício Brandão              |
| Marcus Vinícius         | Prudêncio dos Santos         |
| Tânia Seckler           | Marilda dos Santos           |
| Jacyra Silva            | Maria                        |
| Mariah da Penha         | Isaura                       |
| Veluma                  | Querubina                    |
| Marcelo dos Santos      | Tião                         |
| Pedro Veras             | Gumercindo                   |
| Zé Fernandes de Lira    | Lirinha                      |
| Georgia Goldfarb        | Taia Mattos                  |

### Participações especiais
| Ator                 | Personagem         |
| -------------------- | ------------------ |
| Marcelo Picchi       | D. Pedro II        |
| Marlene              | Domitila de Castro |
| Domingos de Oliveira | Brandão            |
| Marcos Breda         | Lucas Graham Bell  |
| Rosita Thomaz Lopes  | Madre Superiora    |
| Fernando Amaral      | Padre Pedro Bastos |
| Miguel Magno         | Rodolfo            |
| George Otto          | Peter              |
| Sandro Solviatti     | Barba Ruiva        |
| Catalina Bonaki      | Velha Balbina      |
| Vera Brito           | Beata Inocência    |
| Mauro Russo          | Ambrósio           |